# Principe (rapper)
Principe, pseudonimo di Massimiliano Cassaro (Torino, 1975), è un rapper italiano, può essere inquadrato nel campo del rap impegnato-militante.

## Biografia
Principe, al secolo Massimiliano Cassaro, inizia il suo percorso artistico nel 1994. Il suo background è quello delle gare di freestyle grazie alle quali sin dai primi anni ha potuto calcare palchi come quello dell'Hip Hop Village.
Nel 1997 partecipa con la sua strofa al mixtape 50 eMCees Vol.1 e poi 50 eMCees Vol.2, con il meglio della scena rap nazionale, per poi partecipare a L'E.P. della Suite Foundation nel 1999.
Nel 2003 partecipa alla prima edizione del Tecniche Perfette, arrivando in finale con Kiffa, Mistaman, Ensi, Mondo Marcio.
Da quel momento molte sono le partecipazioni a dischi e mixtape di artisti come ATPC, Tsu, OneMic e Dj Double S.
Nel 2005 esce Credo, il suo primo disco solista, anticipato dal singolo Il Problema, traccia che dà un’idea ben precisa di quella che è la posizione politico-ideologica del rapper. Il programma di Rai3 Blob decide di proporre il video della canzone più volte. Il secondo singolo Più su entra in rotazione sui grandi network radiofonici e in programmazione su MTV e All Music. Ultimo riconoscimento per questo album è per il pezzo Godzilla che è stato premiato a luglio 2007 da Amnesty International per il concorso Voci per Libertà.
Il suo secondo lavoro solista dal titolo evocativo, R-Esistenza, sarà pubblicato nell’aprile 2008, con sonorità hip hop arricchite da influenze reggae.
Il primo singolo è un pezzo dal titolo Brucia in collaborazione appunto con Red Roots la voce dei “The Rootscall” noto gruppo reggae.
Sempre nell'aprile del 2008 viene selezionato tra i sei gruppi finalisti del Concorso Nazionale Primo Maggio Tutto l’Anno. Nell’esibizione di Roma incontra Paolo Belli con il quale nasce una forte sintonia artistica che ha portato alla realizzazione del progetto Giovani e Belli in cui il cantautore emiliano decide di puntare su alcuni talenti che, a suo dire, meritano una chance in più per avviare una carriera nel mondo della musica.
Nel 2011 Principe pubblica Dalla Parte Sbagliata, il terzo disco solista. Esso è la conseguenza della pesante vita di tutti i giorni divisa tra ore di duro lavoro in fonderia (Teksid gruppo Fiat) e la musica, dove le parole rappresentano i fatti quotidiani e la via di fuga da uno standard che altrimenti lascerebbe poco spazio alla creatività.
Il primo singolo ufficiale Con chi stai vede la collaborazione con Bobo Boggio, voce dello storico gruppo Fratelli di Soledad, e con i PoorManStyle. Qui la voglia di comunicare si traveste da canto “popolare” contemporaneo, ritmi ska e suoni in levare, che dichiara da che parte si schiera nella lotta contro il grigio e il pensare comune.
Dopo diversi live in Italia ma anche in Germania e Svizzera, l'artista riprende a dedicarsi alle collaborazioni, tra cui le più note sono nell'album solista di Rayden, diverse compilation di DJ Fede, l'album di Dj Koma La vita è dura, con i Fratelli di Soledad e con la band torinese dei PoorManStyle.
Grazie agli anni di esperienza sui palchi e alla sua abilità di freestyler viene invitato a fare da giudice a note competizioni di freestyle come Tecniche Perfette, conduce un programma radiofonico Fight Club on air, tiene workshop e laboratori di scrittura creativa ed improvvisazione in rima ed infine insieme a Dj Kass e Dj Pregno si dedica al Fight Club, evento storico della scena rap italiana, che ha visto calcare sui suoi palchi tutti i più grandi artisti della scena rap nazionale e ospiti internazionali come i Beatnuts.
Contemporaneamente lavora con un'icona della scena Hip Hop mondiale, The NextOne, al suo album.
Nel 2016 partecipa a Dead Poets di Dj FastCut con la traccia Odio gli indifferenti in collaborazione con Kento.
Il 2019 inizia con la nuova partecipazione sull'album di Dj FastCut Dead Poets 2 insieme a Easy One, Kento, lo statunitense Deddie Notch e Militant A degli Assalti Frontali e con l'anticipazione di tre brani prodotti da The NextOne per il futuro album. Nello stesso anno esce il suo ultimo lavoro, Working Class Rap, con cinque brani prodotti da Dj Koma, scratch di Dj Pregno e rime di Principe e Lord Emak.
Il primo singolo è stato girato a Genova ed è dedicato a Riccardo Zampagna, un calciatore controcorrente che s'identifica molto con il vissuto del rapper torinese.
Nel 2022 esce "I love rappone". Produzioni di Dj FastCut e Promo L'Inverso e feat di Vaniss, Snake, July B, Lord Emak e Dj Pregno.

## Discografia

### Da solista
- 2005 – Credo
- 2008 – R-Esistenza
- 2009 – R-Esistenza Remix
- 2011 – Dalla parte sbagliata
- 2019 – Working Class Rap (Principe, Lord Emak, Dj Pregno, Dj Koma aka Mauras)
- 2022 - I love Rappone

### Con la Suite Foundation
- 1999 - L'E.P.

### Collaborazioni
1. 1997 - ATPC  mixtape (da 50 Emcee's vol 1)
2. 1998 - Parole del profeta feat. Principe, Inka, Resa, Sira, Cella e Dj Nice - Più qualche amico (da Fra l'altro e il che dell'ironia)
3. 1998 - Toscani Classici - Principe - Ora come ora (da Da un’idea di …)
4. 1999 - La Loggia feat. Principe (da Insieme a pochi intimi)
5. 1999 - Musta feat. Principe e Lord Bean - Royal mc's (da Questione di mentalità)
6. 1999 - ATPC mixtape (da Money Talks)
7. 1999 - ATPC mixtape (da 50 Emcee's vol 2)
8. 1999 - Zona Blu feat Principe - Fuori per la vita (da La coscienza delle parole)
9. 2000 - Funk Famiglia feat. Principe e Tsu - Detto fatto (da Oltre la mia città)
10. 2000 – ATPC feat. Tsu, Principe - Chi c'è sul palco (da Nel Bene E Nel Male)
11. 2000 – ATPC feat. Tsu, Principe - Teste vere (da Nel Bene E Nel Male)
12. 2000 – Funk Famiglia feat. Principe e Tsu - Detto Fatto (da Riconoscilo Dal Suono)
13. 2000 - Walter X e Dj Taglerino aka Lil Cut - Strofa inedita (da Dynamite soul 5 mixtape)
14. 2000 - Double S mixtape - Principe e Tsu - Quanti come te (da Lo capisci l'italiano?! Vol.3)
15. 2001 - Sano Business mixtape - Funk Famiglia feat. Principe e Tsu - Detto Fatto (da Il Bel Paese 2)
16. 2001 – ATPC Principe e Tsu - Impronte (da Rime e Ragioni)
17. 2001 – Tsu feat. ATPC, Funk Famiglia, Principe - G7 (da Rime E Ragioni)
18. 2001 - I fratelli feat. Principe e Tsu - Tra le righe (da I fratelli)
19. 2003 - A.T.P.C. mixtape - Intro (da Sopravvissuti 'L’Hip-Hop Italiano')
20. 2004 – ATPC feat. Tsu, Principe, Funk Famiglia, Duplici - Pro (da Idem)
21. 2004 - Principe - Il problema - (da EBlood R.Evolutionary Hits Vol.1)
22. 2004 – DJ Fede feat. Principe - Datemi! (da The Beatmaker)
23. 2004 - Principe feat. OneMic e Dj Double S - Prìncipi e Princìpi 'Street Version' - (da Da Bomb Hip Hop Magazine - Sampler 02)
24. 2005 - Principe - Godzilla - (da Groove Magazine numero 14)
25. 2005 – ATPC feat. Tsu, Principe, Funk Famiglia, Duplici - Pro remix (da Re-Idem)
26. 2005 - Principe - Eh oh - (da Hip Hop magazine numero 13)
27. 2005 - Principe - Godzilla - (da EBlood R.Evolutionary Hits Vol.3)
28. 2005 – OneMic feat. Principe - 011 Unusual jobs (da Sotto la cintura)
29. 2005 – The Lickerz feat. Jack the Smoker, Principe - Microfono Titanico (da Paroleliquide Da No-one City)
30. 2005 - Poor Man Style feat. Principe - Com'è che va (da Una mole di Mc's 'Dj Koma aka Mauras')
31. 2005 - The Lickerz feat. Jack the Smoker, Principe - Microfono Titanico (da Magko Hip Hop 2)
32. 2005 - 2The Beat Round 3 (live e freestyle)
33. 2005 - Poor Man Style feat. Principe - Com'è che va (da Street Flava 3rd Avenue)
34. 2006 - Dj Fede feat. Principe - Danger (da La Suite records)
35. 2006 - Principe feat. Esa aka El Presidente e Dj Double S - Il suono del sottosuolo (da Il suono del sottosuolo)
36. 2006 - Principe feat. Lord Emak aka Konrad - Rigaz (da La Suite records)
37. 2006 - Poor Man Style feat. Principe - Com'è che va (da La Suite records)
38. 2006 - Principe feat. Lord Emak aka Konrad - Rigaz (da La Suite records)
39. 2006 – DJ Fede feat. Principe - Danger (da Rock the Beatz)
40. 2006 – Duplici feat. Principe e Tsu - CTRL+ALT+CANC (da Schiena Contro Schiena)
41. 2007 - Dj Double S mixtape - Credo rmx - (da Suite Muzik)
42. 2007 - Eta e Norex feat. Principe - About my life (da Più passione)
43. 2007 - Principe - Godzilla - (Voci per la libertà 'Amnesty International')
44. 2007 - Principe - Il problema - (Voci per la libertà 'Amnesty International')
45. 2007 - Principe feat. Esa aka El Presidente e Dj Double S - Il suono del sottosuolo (da Dj Fede Vibe Session 10th anniversary)
46. 2008 – July B feat. Principe - Boom! (da Black & Gold)
47. 2008 - Principe feat. OneMic, Libo, Duplici e Dj Double S - Principi e Prìncipi (Priceless Mixtape mixed by Dj Tsura)
48. 2008 - Crew 011 feat. Principe - Ancora più su (da Essenza)
49. 2008 - Principe feat. Red Roots (The Rootscall) - Brucia (da Dj Fede Vibe Session Vol.4)
50. 2008 - Libo feat. Principe - Se (da Kamikaze)
51. 2009 - Rayden (OneMic) feat. Principe e Lord Emak - Ho visto cose (da In ogni dove)
52. 2009 - Wax Killers feat. Principe - Brucia rmx (da Technology)
53. 2009 - Tsu feat. Principe e Dj Double S - Sul microfono (da Il risveglio)
54. 2009 - Principe feat. Red Roots (The Rootscall) - Brucia (da Primo Maggio 2009)
55. 2009 - Tsu feat. Principe e Dj Double S - Sul microfono (da Dj Fede Vibe Session Vol.5)
56. 2010 - Phrome feat. Principe, Dj Enzo e Oscar White - Non si ferma il movimento (da El castigo)
57. 2010 - La Loggia feat. Principe -  +-x:= (da Ci facciamo in 4)
58. 2010 - Purple Finest feat. Principe - May easy (da Puple pleasure)
59. 2011 - Paolo Belli feat. Principe - Il problema rmx (da Giovani e Belli)
60. 2011 - Dj Double S mixtape - Spingo il rap (da Lo capisci l'italiano?! Rap Controcultura)
61. 2011 - DJ Fede feat. Principe - Datemi! (da Tutti dentro)
62. 2011 - Lord Madness feat. Principe - Hardecore Rap (da Dead Man - Il gioco dell'impiccato)
63. 2011 - Rootscall feat. Principe - Save the roots (da Rootscall incognita)
64. 2012 - Prhome feat. Principe - Non può piovere per sempre (da Lo strappo)
65. 2012 - Willie DBZ feat. Principe, DonGo aka DonGocò, Lord Madness, Kento, Ill'Ando, Daniel Mendoza, 2D Picche, Deal - Abbassa la cresta (da Cerco Ossigeno)
66. 2012 - Zero Mc feat. Principe, Mirko Miro, Ultimo End - Intanto Fuori Piove
67. 2012 - Principe feat. Dj Koma aka Mauras - No TAV no pasaran
68. 2012 – DJ Kass & DJ Pregno feat. Principe - Inedito (da Face 2 Face mixtape)
69. 2012 - Principe feat. Dj Koma aka Mauras - No TAV no pasaran (da R.A.P. Rivoluzione a parole)
70. 2013 - Principe feat. Poor Man Style e Bobo (Fratelli di Soledad) - Con chi stai (da Rootleg)
71. 2014 - Dj Koma aka Mauras mixtape - Pugni su (da Hip Hop Hardcore)
72. 2014 - The Lickerz feat. Jack the Smoker, Principe - Microfono Titanico (da Hip Hop box)
73. 2014 – Fratelli di Soledad feat. Principe, Mao, Tommy Cerasuolo, Mario Congiu - Je vous salue Ninì (da Salviamo il salvabile atto II)
74. 2016 - Dj FastCut - Odia gli indifferenti feat. Principe & Kento (da Dead Poets)
75. 2016 - Dj Koma aka Mauras feat. Principe - Affinità tra noi e gli altri mcees (da La vita è dura)
76. 2018 - DJ FastCut - 13.12 feat Kento, Principe, Daddie Notch, Easy One & Militant A (Assalti Frontali) (da Dead Poets2)
77. 2019 - Max Fogli, Nema, Ape, Principe, Kiffa, Dank, Flesha , Nasty G, Bomber Citro, Guaio, Kid Karafy, Kugio, ElCangriSnako, Asso, One More, Polly - 4-4-2 Prod by Kekko Bros, Scratch byDj Kamo
78. 2019 - Principe - Io non ho rime (Prod da The Next One per B4L Records)
79. 2019 - Principe - Ca77o Vuo1 D+ feat Dj FastCut (Prod da The Next One per B4L Records)
80. 2019 - Principe - Pamplona (Prod da The Next One per B4L Records)
81. 2019 - Spike a.k.a. Nick Il Rettiliano feat Principe e Dj Pregno Prod. da Dj FastCut -  Vera Scuola (da Via di mezzo)
82. 2019 - Dj FastCut - Diss In Formazione feat Sgravo, Oyoshe, Musteeno, Brain Fno, Kenzie Kenzei, Dope One, Kappa-O, File Toy, Claver Gold, Ape, Krin183, Hellpacso, Hyst, Cui Prodest, Drimer, Kento, V’aniss, Moder, Principe, Wild Ciraz, Hybrido, Wiser, Johnny Roy, Zampa, Mask (Prod. by Dj FastCut)
83. 2020 - BJ feat Principe - Buonista un cazzo (da One take)
84. 2020 - Principe - I love rappone (Prod. da Promo l'Inverso, Scratch: Dj Pregno)
85. 2020 - Dj Kamo feat Principe e Dala Pai Pai - Bye bye (da Shot01)
86. 2020 - Vaniss feat Principe - Tutto o niente (Prod. da Dj FastCut) (da 65BPM)
87. 2020 - Principe feat Adel e MuSo - Matteo mira el dito (Prod. Dj QVP)
88. 2021 - Greve feat Principe, Mastino, Brain (Prod. by Il Torsolo) (da Parole per combattere - Scratch: Dj Grappo)
89. 2021 - Principe - Fare l'eMCee (Prod. da Promo l'Inverso e Jok Beatz, Scratch: Dj Pregno)
90. 2021 - Prhome feat Shak Manaly e Principe - Per un pugno di riso (Prod. da Beser, Scratch: Ruido)
91. 2021 - Prhome feat Shak Manaly e Principe - Per un pugno di riso RMX (Prod. da Promo l'Inverso, Scratch: Ruido)
92. 2021 - Signor D feat Principe - O lo sai o lo sai (Prod. Alorem e Signor D)
93. 2021 - Alfre D feat Principe - Il suono del sottosuolo (Prod. by Zesta)
94. 2021 - Dj FastCut feat Principe, Kento, Aban - Il ripasso di storia (Prod. by Dj FastCut) (da Dead Poets III)
95. 2022 - BJ feat Principe e July B - L'odio (Prod. by Paolito aka Lito the Kid) (da Gelocidio)
96. 2023 - Principe - Kill the beat Season 2 (Prod. by Paolito aka Lito the Kid)
97. 2023 - Principe feat. Dj Koma aka Mauras - No TAV no pasaran (2012 Refresh Prod. da DJ Kamo)
98. 2023 - Promo L'Inverso feat Principe, Maury B e Mastafive - Rap fenomeno (Prod. da Promo L'Inverso e Mastafive)